# 오조니아
오조니아(Ozonia)는 스위스의 취리히에 본사를 두고 있는 다국적 수 처리 설비 제조사이다. 수에즈환경(Suez Environnement)을 지주회사로 둔 데그레몽(Degrémont)의 산하에서 사업을 운영하고 있다.
오조니아는 오존, 자외선(UV), 고도산화법(AOP) 기술을 이용한 수 처리 설비 기기들을 제조해 공공시설, 산업시설 또는 레저시설에 공급하고 있다.

## 연혁
1990년 Degrémont과 Air Liquide 사가 ABB (구 BBC) 사의 오존 부서를 사들이며 오조니아가 설립됨.
1991년 오조니아(Ozonia)의 브랜드는 모나코에서 열린 국제오존협회(International Ozone Association, 약칭 IOA) 회의에서 공식 출범. Degrémont과 Air Liquide 사가 합작하여 오조니아의 사무실이 스위스의 취리히와 파리에서 개설됨.
오조니아 최초의 대용량 (360 kg O3/hr) 제지/ 펄프 표백 설비가 미국의 유니언 캠프(Union Camp)에 설치 됨. 또한, 오조니아는 최초로 산소 복구 루프(Oxygen recovery loop)에 기반을 둔 기술을 개발 함 (공정에서의 산소 요구량의 80%를 재활용할 수 있게 됨.).
1992년 오조니아가 새로운 “AT 방전관”을 사용하는 최초의 프로젝트를 수행함. 샌프란시스코의 코스타 수처리시설(The Costa Water Treatment Plant)에서 산소 소비량은 줄어드는 반면에 높은 농도의 오존을 생산할 수 있는 능력이 증명됨.
1993년 오조니아가 미국의 Griffin을 인수하여 오조니아 북미가 설립됨. 이 후 북미 기준을 준수한 오존 발생기를 제조함.
같은 해, 소 용량의 오존과 자외선(UV) 제품 라인 확장을 위해 영국 글래스고의 트라이오젠(Triogen)이 오조니아와 Degrémont에 합류함.
1996년 급속히 성장하는 아시아 시장을 충족 시키기 위해 챔프오존(CHAMP Ozone)의 과반수 지분을 인수하여 한국의 성남시에 오조니아 사무실을 설립.
1997년 스위스와 러시아 정부의 러시아 내 수 처리를 위한 오존 사용 권장 협약으로 인해 오조니아 러시아가 니즈니노브고로드(Nizhny Novgorod)에 설립됨.
1998년 아시아 시장의 사업이 성장하며, 일본으로 영역을 확장시켜 도쿄 사무실을 개설.
2000년 전 세계에서 최초로 한국의 대구시에서 폐수 처리를 위한 오존 사용 프로젝트를 수주함(350kg O3/hr). 이 계약은 오조니아의 설립 10주년을 기념하는 뜻 깊은 프로젝트가 되었음.
2003년 Degrémont이 Air Liquide의 지분을 사들여 인수하면서 오조니아의 단독 주주가 됨. 오조니아는 설립 이래 총 7개국 (스위스, 프랑스, 미국, 영국, 러시아, 한국, 일본)으로 사업 영역을 확장 함.
2004년 자외선(UV) 기술의 광범위한 보급이 그룹의 초점이 되며 아쿠아레이® 자외선 (Aquaray® UV) 제품의 혁신 기술을 홍보 및 보급하기 위해 Degrémont의 자외선(UV) 기술이 오조니아 북미로 이전됨.
2006년 오존 발생기의 전력공급장치의 기술 혁신인 모디팍(MODIPAC)을 공개함. 이 혁신적인 기술로 인해 소요 면적의 감소와 고주파 제거와 동시에 전력의 향상이 가능해 짐.
2008년 효율성과 에너지 소비의 측면에서 향상된 새로운 방전관 기술인 Intelligent Gap System (IGSTM)을 출시. 이로 인해 오조니아가 국제물학회(International Water Association, 약칭 IWA)로부터 프로젝트 혁신상(Project Innovation Award)를 받음.
2009년 레저 시장의 증대로 인해 트라이오젠(Triogen)이 영국의 글래스고에 새로운 시설을 개설.
2010년 “공정 적용” 부서의 설치 이후, 펄프 표백, 폐수, 양식장 수 처리 등의 적용 분야에서 고객의 더 높은 요구수준을 만족시키기 위한 오조니아의 기술을 선보임.
같은 해, 오조니아 북미가 증가하는 오존 및 자외선(UV) 시장에 대응하여 뉴저지의 레오니아에 새로운 시설을 개설.
2012년 스위스의 취리히의 뒤벤도르프에 새로운 제조 설비 설치. 이로 인해 생산량의 증가, 효율성 및 품질의 향상, 프로젝트의 특성에 따른 다양한 생산능력이 갖춰짐.
미량유해물질(Micropollutants): 스위스에서 최초로 폐수처리시설 (취리히의 뒤벤도르프에 위치)에서 미량유해물질을 처리.
2013년 중국의 톈진의 우칭에 새로운 생산시설을 개설. 중국 시장 내 공급할 제품을 지역 내에서 설계하고 생산함.

## 사업 영역
오조니아는, 수 처리를 위해 사용되는, 오존, 자외선(UV), 고도산화법(AOP) 기술을 이용한 수 처리 설비를 생산한다.

### 오존
오존은 아주 강력한 산화제로서 수 처리 살균에 널리 이용되고 있는 것으로 알려져 있다.
오존은 식수, 폐수, 물소독, 탈색, 미량유해물질 제거, 제지/ 펄프 표백, 공정수, 선박평형수, 냉각탑, 음료/식수 병 세척, 양식장, 수족관(동물원), 시안 재생, 식품/ 제조/ 가금류 가공, 수영장, 초고순도 물 등의 광범위한 분야에 걸쳐 사용된다. 이 외에도 페수처리시설에서 방출되는 배기 가스의 탈취나 생물학적 폐수(하수)처리의 과정에서 발생한 슬러지의 감량화 등에도 이용되고 있다.
산업 규모에 이용될 수 있는 오존 생성 기술은 산소를 사용하여 코로나 방전 또는 무성 방전을 통해 오존을 생산하는 기술이다.
오존을 이용한 수 처리 방법은 특히 염소 소독 방법에 비해 친환경 적인데, 산화 공정 후 산소 분자에서 잔여 오존 분자들이 분리되어 지기 때문이다. 이러한 오존의 특징으로 인해, 수 처리 후 유해 부산물이 생성되지 않는다.

### 자외선 살균
자외선(UV)은 태양광에서 발견되는 전자기 복사에너지이다.
자외선 살균은 환경적으로 안전하며 바이러스, 박테리아, 기생충 등의 각종 병원균을 불 활성화 시키는데 아주 효과적이다. 이 외에도 유해물질과 염소나 기타 살균 부산물 같은 환경에 해로운 화학 물질들을 제거 시키는 기능을 가지고 있는 것으로도 잘 알려져 있다.
자외선은 식수, 식 음료, 양식장, 전력 생산, 냉각수, 전자산업, 의약품, 폐수 살균, 재사용 폐수, 합류식 하수의 월류수(CSO) 와 오수의 월류수(SSO) 등의 다양한 수 처리 분야에 적용된다.
자외선 C 스펙트럼 (200 ~ 280 nm)에서 254nm의 파장이 미생물을 비활성화 시키는 데에 가장 효과적인 것으로 알려져 있다. 이는 254 nm 파장이 헥산 (DNA와 RNA)을 손상 시킴으로써 미생물들의 복제 능력을 방해하기 때문이다.
자외선 살균의 가장 큰 이점은 병원균이 비활성화 되기까지의 짧은 시간과 원생동물의 포낭, 다른 염소 내성균들에 있어서의 효과가 크다는 것이다. 자외선은 이 외의 다른 살균에서도 이점을 드러내는데, 이는 처리되는 물에 화학물질이 투여 되지 않고, 또한 그 어떠한 살균 부산물이 생기지 않기 때문이다. 이러한 이점들로 인해 자외선 살균은 공공시설과 산업시설의 폐수, 식수 소독 방법 중 가장 손꼽히는 방법으로 알려져 있다. 자외선 시스템의 적은 소요 면적으로 인하여 자외선 장비들은 대부분의 기존의 처리시설들에 설치 및 통합 될 수 있다.

### 고도 산화법 (AOP)
고도 산화법은 수 처리 또는 폐수 처리에 이용되는 화학 공정이다. 입증된 3 가지의 수 처리 기술 – 오존, 자외선, 과산화수소 – 을 결합시킨 후 반응성이 좋은 수산기 라디칼 (.OH) 을 생성 시켜 유기 오염 물질들을 제거하는 화학적 산화 공정을 사용한다.
고도 산화법은 대상 오염 물질을 산화 분해 시키기 위해 반응성이 매우 높은 활성 화합물들로 구성된 액상 산화 방법이다. 물 속에서 더 강력하고 수월한 보조 산화제인 수산기 라디칼을 생성 시키는데, 이 보조 산화제는 대부분의 유기 화합물들이 완벽히 무기화합물화 될 때까지의 산화를 돕는다. 수산기 라디칼은 오존이나 과산화수소 보다 훨씬 더 강한 산화 능역을 가지고 있으며, 적어도 백만 배는 더 빨리 반응 한다. 이로 인해, 아주 짧은 접촉 시간과 면적을 필요로 한다.
이 강력한 고도 산화 살균법은 미량유해물질 제거, 유기 오염물질 제거, 식수 정화, 공공시설 및 산업시설의 폐수 처리, 지하수 정화 등을 포함한 여러 가지의 수 처리에 이용된다. 산업시설 및 인구의 증가에 기인하여, 이 고도 산화법은 산업용 화학 물질, 의약품, 내분비 교란 물질, 미용용품, 살충제, 독성 화합물, 병원균, 잔류성 유기 물질, 냄새, 색, 맛 등의 산화 또는 제거를 포함한 여러 가지 분야로 적용이 확대되고 있다.

## 모기업
오조니아는 수에즈환경(Suez Environnement)을 지주회사로 둔 데그레몽(Degrémont)의 산하에서 사업을 운영하고 있다.

### 수에즈 환경
수에즈 환경(Suez Environnement, 유로넥스트: SEV) 은 수 처리 및 폐기물 관리 분야의 사업을 하고 있는 프랑스의 유틸리티 회사이다. 이전에는 수에즈(Suez) 사의 자체 부서였으나 2008년 7월 22일 지디에프 수에즈(GDF Suez) 사가 합병 함으로 인해 독립적인 기업으로 분사 하게 되었다. 현재 파리와 브뤼셀의 유로넥스트 거래소에 주식이 상장되어 있다. 파리의 8구(8th arrondissement of Paris)에 본사를 두고 있으며, 2012년 전 세계에 79,549 명의 직원들과 151억 유로 (22조 원)의 매출을 보유하였다.

### 데그레몽
데그레몽(Degrémont)은 식수 생산과 하수와 슬러지의 처리 분야를 전문으로 한다. 1939년 프랑스에서 가족 사업으로 시작했다가, 수에즈 환경(Suez Environnement)의 법인 회사로 바뀌었다. 2012년 70여 개 국에 4,600 명의 직원들을 두었으며 매년 14억 유로 (2조 3백억 원)의 매출을 올리고 있다.